# 대한민국 석면파동
대한민국 석면파동은 2009년 4월 1일, 대한민국에서 판매중인 베이비파우더(어린이의 땀띠나 습진을 막기 위해 엉덩이나 겨드랑이에 바르는 가루)에서 석면이 검출된 것이 기사화되어 알려졌다.
이는 지난달 30일 KBS(소비자고발)에서 식약청에 취재를 요청해 알려지게 되었다.
석면이 검출된 제품은 '보령누크 베이비파우다','보령누크 베이비칼라콤팩트파우다', '보령누크 베이비콤팩트파우다 화이트', '보령누크 크리닉베이비파우다 분말'(이상 보령메디앙스), '베비라 베이비콤팩트파우더', '베비라 베이비파우더'(이상 유씨엘), '라꾸베 베이비파우더'(한국콜마), '큐티마망 베이비파우더'(성광제약), '락희 베이비파우다'(락희제약), '알로앤루 베이비콤팩트파우더'(대봉엘에스), '모니카 베이비파우더'(한국모니카제약) 등 11종과 덕산약품공업이 공급한 원료 '덕산탈크' 제품이다.
식약청은 시중에 판매중인 12종의 베이비파우더를 전량 회수, 폐기했고, 4월 2일부터 이 제품들은 판매가 중지되었다.
수입제품에서는 석면이 검출되지 않았다. 미국과 유럽에서는 석면의 원료로 사용되는 탈크에 대한 관리 규정이 있기 때문이다. 반면 우리나라에서는 베이비파우더 관련 석면 함유 관련 기준은 전혀 마련돼 있지 않았다.
석면은 베이비파우더를 바르는 과정에서 호흡기를 통해 들어갈 수 있는데 이는 폐에 악성 중피종, 암 등을 일으키며 심각한 영향을 끼친다.
전문가들은 석면파우더를 쓴 유아들을 장기관찰 할 필요가 있다고 얘기한다.
이후 식약청은 탈크를 사용하는 파우더형 화장품에 대해서도 석면 함유 여부에 대해 조사를 시작했다.
그리고 결국 베이비파우더 뿐만 아니라 화장품, 의약품 등에서도 석면이 검출되면서 큰 파동을 불러왔다.

## 석면의 허용 기준

### 한국
4월 1일까지 노동부 산업안전보건법에 따르면 '석면이 0.1% 이상 함유된 제품은 제조·사용·수입을 금지한다'는 포괄적인 규제기준만이 있었다. 게다가 이는 건축자재에만 해당되었던 사항이다. 우리나라에서는 베이비파우더를 생산할 때 석면 함량을 검사하는 것이 의무화돼 있지 않기 때문에 대부분의 베이비파우더 제조업체들이 자체 검사를 실시하지 않았다.

### 외국
60개국의 나라가 석면 사용을 금지 또는 규제하고 있다.
| 국가명         | 조치 |
| 오스트레일리아 | 2003년 12월 31일 석면 사용 완전 중지했다. |
| 브라질         | 상파울로 주는 2007년 7월 27일 석면을 이용해 제작한 생산품의 사용을 금지했다. (상파울로 주립 법 12.684/07) |
| 프랑스         | 1997년 석면의 사용을 완전 중지했다. |
| 뉴질랜드       | 1984년 각섬석면의 수입을 금지. 2002년 온석면의 수입을 금지. |
| 영국           | 석면 사용의 최소화를 위해 석면 금지, 석면 허용치, 산업 시 석면 사용 규제 등 세가지 법률을 합쳐 2006년 11월 석면 규제 도입. 이 법은 석면의 수입과 석면의 사용을 금지한다. |
| 미국           | 1972년부터 대기오염 위험물질 방산기준에서 석면을 위험물질로 지정했다. 1986년 레이건 대통령은‘석면위험 긴급대책법’에 서명했다. |
| 일본           | 1987년에 유명 베이비 파우더 5개 제품에서 석면이 검출되어 그 이후로는 베이비 파우더 원료로 사용되는 탈크에 대해 엄격한 석면검사를 의무화했다. 그 이후 마이니치신문(2000년 2월16일자)가 1995년부터 1998년까지 4년 동안 석면으로 발생한 암 사망자가 2,243명이라고 후생성 통계자료를 인용, 보도했다. 이를 계기로 2004년 10월 ‘노동위생법’ 시행령 개정에 의해 석면 함유 접착제 등 10개 품목이 제조금지됐다. 2005년 8월 고이즈미 준이치로 일본 총리는 석면 함유제품의 제조·신규사용 등을 전면 금하는 등 광범위한 긴급 대응책을 발표했다. |

## 식약청의 늑장 대응
석면의 유해성은 1980년 초반에 제기되었다.
유럽연합은 2005년 탈크에서 석면이 검출되지 않도록 기준을 만들었고, 미국도 2006년에 본격적으로 탈크의 석면 규제 기준을 만들었다. 2~3년 전 이미 외국에서는 위험성을 알고 조치를 취했다.
식약청은 베이비 파우더에 포함될 석면의 양이 그다지 많지 않을 것으로 추정하고 유아들에게 미치는 영향도 크지 않을 거라 말했다. 하지만 석면으로 인한 피해는 10년 이상 정도의 오랜 기간이 지난 뒤 나타난다는 점에서 식약청의 대응은 안이하다고 볼 수 있다. 게다가 처음 검사에서는 석면이 있는지 없는지만 알아봤을 뿐 석면의 양은 확인되지 않았다.
2009년 4월 3일
국회 보건복지가족위원회 한나라당 신상진 의원은 "피부노출이나 화장품을 매개로 한 석면의 인체 위해성에 대한 연구결과는 보고되지 않았다"는 식약청의 해명에 대해 식약청이 지난 2004년 중앙대학교 김창종 교수에게 의뢰해 실시한 연구보고서인 ‘기능성화장품의 안전성 평가 연구(화장품 원료의 안전성 재평가 연구)’를 제시했다.
보고서는 탈크를 사람 태반 등 5종의 다른 원료들과 함께 ‘안전성 재평가가 요구되는 원료’로 꼽고 있다. 말미에는 “외국에서는 사용이 금지되거나 문제시된 원료로 이른 시일 내에 안전성 재평가가 이뤄져야 한다”고 식약청에 권고했다. 이 같은 권고에도 불구, 식약청은 탈크에 대해 아무런 조치도 취하지 않은 것으로 나타났다.

### 식약청 후속조치 과정
- 1일 베이비파우더 8개사 12개 제품, 판매·유통금지 및 회수 조치(덕산약품 제품에 대한 판매·유통금지 및 회수조치 포함)
- 3일 탈크 원료 규격기준 '석면 불검출' 시행
- 6일 화장품 1개사 5개제품, 판매·유통금지 및 회수조치
- 6일 대한병원협회 등 9개 관련단체에 석면함유 탈크를 사용한 의료용 장갑 등의 사용 금지 요청
- 8일 덕산약품공업에 대한 위해사범중앙수사단 수사 착수
- 9일 석면함유 탈크 사용 의약품에 대한 판매·유통 금지 및 회수 명령[5]

### 새로 바뀐 석면 기준
2009년 4월 2일
식품의약품안전청은 중앙약사심의위원회에서 국내 베이비파우더 제품에서 석면이 검출된 것과 관련해 '석면 불검출' 기준을 정했다고 밝혔다. 이번에 마련된 기준은 식약청장의 명령으로 즉시 시행되며, 앞으로 의약품, 의약외품, 화장품에서 석면이 나올 경우 최소 3개월 동안 제조업무 정지 처분을 받게 된다.

### 교환/환불조치
2009년 4월 12일
보건부와 식약청은 석면이 든 탈크를 사용한 의약품 중에서 지난 4일 이전 제조된 의약품은 약국에서 환불이나 교환을 받을 수 있도록 했다. 4월 4일 이전 제조된 의약품에 한정되고, 직접 약을 조제받은 곳으로 가야 교환/환불이 된다.
자세한 사항(보건복지가족부가 운영하는 블로그;따스아리 보관됨 2016-03-09 - 웨이백 머신
2009년 5월 20일
보건복지가족부는 석면이 포함된 의약품 교환 및 환불을 6월 30일까지 하기로 결정했다.

## 각 기관의 후속대응

### 석면 사용 관련 기업
적발된 베이비파우더 업체 관계자들은 국내에는 관련 법규가 없어 문제가 되는 줄 모르고 제품을 만들었다며 억울하다는 반응을 보였으나 곧바로 각 홈페이지에 사과문을 개재하였다.
- 보령메디앙스 보관됨 2020-09-30 - 웨이백 머신
- 한국콜마사과문[깨진 링크(과거 내용 찾기)]
- 유씨엘

### 정부

#### 석면 함유 탈크 수입 차단
2009년 4월 9일 정부는 세종로 정부중앙청사에서 박영준 총리실 국무차장 주재로 관계부처대책회의를 열어 석면이 함유된 제품의 전면조사와 수입 탈크의 국내 반입 전면 차단 방안을 즉시 시행토록 했다.
우선 관세청의 주도로 수입 탈크에 대해 석면함유 여부를 검사해 석면 성분이 발견될 경우 국내 반입을 즉시 차단키로 했다. 또 의약품, 화장품 등에 대해선 원료 유통단계에서 석면 함유 여부를 검사해 초기단계부터 석면 함유 탈크의 유통을 철저히 차단할 방침이다.
지식경제부는 탈크가 사용된 고무제품, 종이류 등 공산품에 대한 조사를 실시해 그 결과에 따라 6월중 향후 관리방안과 탈크 함유 여부에 대한 제품 검사 기준을 마련키로 했다.

#### 위해물질 관리태스크포스(TF) 설치
위해물질 사고 긴급대응 방안, 위해물질 관리 제도개선안 등을 마련할 예정이며, 기존에 운영 중인 식품안전사고 긴급대응단, 석면대책 관계부처 정책협의회 등과 유기적인 협조체계를 대책을 마련해나가기로 했다

## 석면이 검출된 다른 제품

### 화장품
2009년 4월 6일
식약청은 '석면 탈크'를 국내 업체에 공급한 덕산약품을 상대로 유통 경로를 추적한 결과, 문제의 탈크가 원료 도매상을 거쳐 모두 304여 곳의 화장품 업체와 제약업체에 판매된 사실을 밝혀냈다. 식약청은 덕산약품공업으로부터 석면에 오염된 탈크를 공급받은 화장품업체 1곳과 의약품.의료기기 업체 300여곳을 대상으로 국내에서 제조, 수입, 유통중인 모든 품목에 대해 전수조사를 실시했다고 밝혔다.
식품의약품안전청은 국내 전 화장품을 대상으로 조사한 결과 로쎄앙의 5개 제품에서 석면 탈크가 사용됐다고 밝혔다. 식약청은 석면 성분이 사용된 로쎄앙의 휘니스 훼이스 파우더, 로쎄앙 더블 셰이딩 콤펙트 등 5개 제품에 대해 판매와 유통을 금지하고, 제품 회수조치를 취했다고 밝혔다.

### 의약품
2009년 4월 9일
석면에 오염될 우려가 있는 국내 의약품 120사 1122개 제품에 대해 판매금지 조치가 내려졌다.
식품의약품안전청은 동아제약과 한미약품, 유한양행 계열사 등 유명제약사를 포함한 '석면오염 우려'가 있는 의약품 1천122개 품목에 대해 판매금지와 회수결정을 내렸다. 그러나 대체의약품 확보가 곤란한 의약품은 30일 동안 판매를 허용한다.
윤여표 식약청장은 "한국독성학회와 발암원학회의 의견과 전문가 협의 등 중앙약사 심의위원회의 자문을 거쳐 이 같은 결정을 내렸다. 미량의 석면이 포함된 탈크를 사용한 의약품 복용으로 인한 인체 위해가능성은 미약한 것으로 평가되지만, 미량의 유해물이라도 국민이 복용해서 안 된다는 판단 하에 국민 안심과 불안감 해소 차원에서 이와 같이 결정했다"고 설명했다.